# 황보람 (축구 선수)
황보람(1987년 10월 6일 ~ )은 대한민국의 여자 축구 선수로 포지션은 수비수이다. 현재는 스포츠토토 소속으로 뛰고 있다.

## 클럽 경력
황보람은 영진전문대학교 여자 축구부에서 선수 생활을 했으며 2007년 11월 28일에 열린 2008년 여자 실업 축구 신인 선수 선발 드래프트를 통해 이천 대교에 입단했다. 2015년에 화천 KSPO로 이적했지만 2016년 3월에 결혼, 임신으로 인해 활동을 중단했다. 2018년 2월에 출산 직후에 축구계에 복귀하려는 계획을 세웠고 2019 WK리그 시즌 개막과 함께 복귀하게 된다.

## 국가대표 경력
황보람은 2006년 10월 30일에 열린 캐나다와의 피스퀸컵 경기에 처음 출전하면서 대한민국 여자 축구 국가대표팀 선수로 데뷔했으며 2006년 도하 아시안 게임, 2008년 AFC 여자 아시안컵에 참가했다.
황보람은 2011년부터 2012년까지 열린 키프로스컵, 2012년부터 2013년까지 중국 충칭에서 열린 융촨 4개국 친선 여자 축구 대회에 참가했지만 한동안 대한민국 여자 축구 국가대표팀에 선발되지 않았다. 하지만 2015년 4월 5일과 4월 8일에 열린 러시아와의 친선 경기에 출전하면서 국가대표팀에 복귀하게 된다.
황보람은 캐나다에서 개최된 2015년 FIFA 여자 월드컵에 참가하여 코스타리카(대한민국은 코스타리카와 2-2 무승부를 기록함), 스페인(대한민국은 스페인에 2-1 승리를 기록함)과의 조별 예선 경기에 출전했다. 대한민국은 해당 대회에서 16강전에 진출하는 성과를 기록하게 된다. 2016년 3월 7일에 열린 중국과의 2016년 리우데자네이루 하계 올림픽 아시아 지역 최종 예선 경기 이후에는 출산, 육아 과정으로 인해 한동안 대한민국 여자 축구 국가대표팀에 선발되지 않았다.
황보람은 2019년 5월 17일에 대한민국 여자 축구 국가대표팀 감독을 맡고 있던 윤덕여에 의해 2019년 FIFA 여자 월드컵에 참가한 대한민국 여자 축구 국가대표팀 명단에 이름을 올렸는데 대한민국 여자 축구 국가대표팀 역사상 최초로 출산 이력을 가진 선수라는 기록을 세우면서 화제가 되었다. 윤덕여 감독은 "황보람은 결혼과 출산을 했지만 나이는 문제가 되지 않는다. 또한 뛰어난 신체 조건과 경기 능력을 갖고 있어서 다른 선수들에 비해 뒤지지 않는다."라고 평가했다. 황보람은 2019년 5월 31일에 열린 스웨덴과의 친선 경기에 출전하면서 국가대표팀에 복귀했다. 프랑스에서 개최된 2019년 FIFA 여자 월드컵 본선에서는 프랑스(대한민국은 프랑스에 0-4 패배를 기록함), 나이지리아(대한민국은 나이지리아에 0-2 패배를 기록함)와의 조별 예선 경기에 출전했으나 대한민국은 조별 예선에서 3패를 기록하면서 탈락했다.

## 사생활
2015년 FIFA 여자 월드컵에서는 자신의 남자친구였던 이두희가 코스타리카와의 조별 예선 경기에서 동료 관중들과 함께 "보람아 나랑 결혼해줄래?"라는 피켓을 들면서 황보람에게 청혼을 했고 황보람은 이두희와 결혼하게 된다. 황보람은 2018년 2월에 첫째 딸인 이봄을 출산했다.

## 수상
이천 대교
- WK리그 3회 우승 (2009, 2011, 2012)
- 전국체육대회 2회 우승 (2010, 2011)
- 전국여자축구선수권대회 1회 우승 (2013)